# コルク語

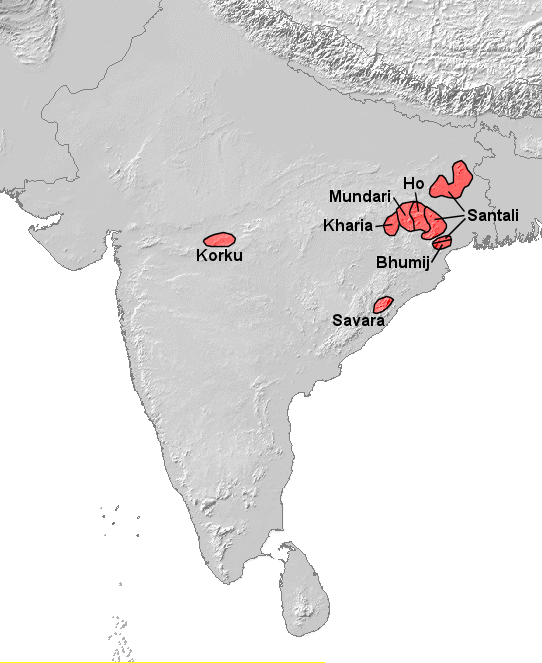
インドのオーストロアジア語族の言語の分布図。コルク語はインド中央部に孤立的に分布し、最も西部に位置するオーストロアジア系言語である。

コルク語（Korku）は、オーストロアジア語族ムンダ語派に属す言語。インド中央部のマディヤ・プラデーシュ州、 マハーラーシュトラ州でコルク族によって話されている。彼らの近縁語ははるか遠くのインド東部に分布し、オーストロアジア語族の中では最も西に位置する言語である。コルク族の分布はドラビダ系ゴンド族に囲まれている。
コルク族はニハリ族（その多くは伝統的にコルク族の特別地区に居住していた）と密接に関わっている
近年は話者は減少傾向にあり、ヒンディー語への言語交替が進んでいるため、ユネスコの消滅危機言語に指定されている。